# 芹川大毅

芹川 大毅（せりかわ だいき、1983年2月14日 - ）は、熊本県菊池市出身のクリエイター。グラフィックデザイン、パッケージデザイン、ウェブデザイン、アートディレクションを中心に活躍。

## 来歴
商品デザインを中心に、CI、VIや商品企画、ウェブサイトのアートディレクションなど、その活動は多岐にわたる。またデザインのかたわら、「菊池国祭交流映画祭」を映画監督の行定勲と行うなど、イベントやエキシビションにも注力する実業家。サーファーで、音楽好き。ミュージシャンとの交流も多岐に渡り、自身は433という地元バンドに所属。ウクレレ奏者。

## 略歴
- 1983年 - 熊本県菊池郡旭志村育ち。（現：菊池市）
- 2002年 - 熊本県立翔陽高等学校卒業（第3期生）野球部主将。
- 2002年 - 山崎製パン入社。同年12月退社。
- 2003年 - 熊本デザイン専門学校グラフィックデザイン科入学。2005年卒業。
- 2004年 - 株式会社アップロードでアルバイト採用され、そのまま卒業後入社。
- 2009年 - 株式会社アップロードを退職。
- 2011年 - 株式会社SVC（SVC  INC.）代表取締役。
- 2012年 - 菊池市にてスタジオ兼バーSpaceを同級生とオープン。

CINEMA_dub_MONKS、スティールパン奏者の山村誠一、脱線3のロボ宙、ジャズベーシスト杉本智和、加納奈実、則武諒などのライブを行う。

## 主な作品
- 熊本放送 - あるぽ（キャラクターデザイン）
- 熊本放送 - 開局55周年ロゴマーク（CI）
- 水の守り人 - 水の守り人（CI）
- レベルファイブ - （VP）
- NTTドコモ九州 - （VP）
- Pams - CM（CM）
- エフエム福岡 - http://fmfukuoka.jp/ （ウェブデザイン）
- 菊池渓谷温泉岩蔵 - http://www.iwakura0026.com/ （ウェブデザイン）
- コッコファーム - http://cocco-farm.co.jp/ （ウェブデザイン）
- 松風 - 昭和天皇に献上された熊本の伝統銘菓（パッケージデザイン）
- 松風 - ひとりじめ（パッケージデザイン）
- 菊池市 - 菊池温泉（看板）

## イベント
- 2012年 - CINEMA dub MONKS 熊本公演（Space）
- 2014年 - 第10回菊池国際交流映画祭（菊池市）グラフィックデザインも担当。
- 2015年 - Jazz Jack（菊池市）
- 2015年 - ホタルフェスタ in 旭志（菊池市）
- 2016年 - 菊池映画祭2016（菊池市）
- 2017年 - くまもと復興映画祭 Powered by 菊池映画祭（菊池市）